# Lijst van voetbalinterlands Mexico - Slowakije
Deze lijst van voetbalinterlands is een overzicht van alle officiële voetbalwedstrijden tussen de nationale teams van Mexico en Slowakije. De landen speelden tot op heden een keer tegen elkaar: een vriendschappelijke wedstrijd, gespeeld op 18 mei 1996 in Chicago (Verenigde Staten).

## Wedstrijden
| № | Plaats  | Datum       | Competitie        | Wedstrijd          | Uitslag |
| - | ------- | ----------- | ----------------- | ------------------ | ------- |
| 1 | Chicago | 18 mei 1996 | Vriendschappelijk | Mexico – Slowakije | 5 – 2   |

## Samenvatting
| Competitie        | Totaal gespeeld | Winst Mexico | Gelijk | Winst Slowakije | Doelsaldo Mexico – Slowakije |
| ----------------- | --------------- | ------------ | ------ | --------------- | ---------------------------- |
| Vriendschappelijk | 1               | 1            | 0      | 0               | 5 − 2                        |
| Totaal            | 1               | 1            | 0      | 0               | 5 − 2                        |